# Landerico di Parigi
Landerico di Parigi, in francese Landry de Paris (... – Parigi, 656), fu vescovo di Parigi nel VII secolo ed è venerato come santo dalla Chiesa cattolica.

## Biografia
Nel 650 divenne vescovo di Parigi, senza cessare di aiutare i meno abbienti.  Nel periodo della carestia vendette tutti i suoi beni per acquistare cibo da distribuire ai poveri.
Dato che in quel tempo le malattie provocavano numerosi decessi e spesso si trasformavano in epidemie, Landerico ebbe l'idea di riunire tutti gli ammalati in un unico luogo per poterli meglio curare ed evitare così il contagio al resto della popolazione.
Fu così che creò, a fianco della cattedrale di Notre-Dame, l'ospedale divenuto poi famoso con il nome di Hôtel-Dieu di Parigi.

## Culto
La sua memoria liturgica cade il 10 giugno.
La parrocchia civile di Saint Landry, in Louisiana, prende il nome dalla chiesa eretta dai coloni francesi nel 1774 e intitolata al santo vescovo parigino.